# Silvia Fürst
Silvia Barbara Fürst (ur. 8 maja 1961 r. w Biel/Bienne) – szwajcarska kolarka górska, trzykrotna medalistka mistrzostw świata oraz trzykrotna medalistka mistrzostw Europy w kolarstwie górskim.

## Kariera
W 1996 roku wystartowała na igrzyskach olimpijskich w Atlancie zajmując 16. miejsce w cross country. Był to pierwszy i zarazem ostatni start olimpijski Fürst.
Swoje pierwsze międzynarodowe sukcesy osiągnęła w 1991 roku, kiedy na mistrzostwach świata w Ciocco wywalczyła brązowy medal, ulegając jedynie zwyciężczyni Ruthie Matthes ze Stanów Zjednoczonych oraz drugiej na mecie Słowaczce Evie Orvošovej. W tym samym roku wywalczyła wicemistrzostwo Europy na mistrzostwach w La Barboule. Największe sukcesy osiągnęła jednak w sezonie 1992, kiedy została mistrzynią świata oraz Europy. Ponadto na mistrzostwach świata w Kirchzarten w 1995 roku wywalczyła srebrny medal, ustępując jedynie Alison Sydor z Kanady, a rok później zdobyła brązowy medal mistrzostw Europy w Bassano.
Najlepsze wyniki w Pucharze Świata w kolarstwie górskim osiągnęła w sezonie 1991 kiedy to zajęła czwarte miejsce w klasyfikacji cross country.